# Bazil Bessarion
Bazil Bessarion (grč. Βασίλειος Βησσαρίων, latinicom Basilios (Basilius) Bessarion) (Trapezunt, 2. siječnja 1403. − 18. studenoga 1472.), rimokatolički učeni humanist i ekumenist kardinal, naslovni latinski patrijarh Carigrada, biskup frascatijski biskup, sabinski biskup, nicejski biskup, grčki renesansni humanist i bogoslov.
Rodio se u Trapezuntskom Carstvu. 
Bio je jedan od uglednih grčkih učenih ljudi koji su pridonijeli velikom oživljaju pisane riječi u 15. stoljeću. Obrazovao ga je Pleton u novoplatonističkoj filozofiji. Poslije je postao rimokatolički kardinal. Dvaput je bio došao u obzir za papu. Pogrešno je poznat pod imenom Johannes Bessarion ili Giovanni Bessarione jer ga je krivo predstavio Grgur III. Mammas, ekumenski patrijarh Carigrada. 
U 15. stoljeću dobio je Bessarion sustipansku opatiju, crkvu i posjede na Poljudu. Dopustio je franjevcima da uz zapuštenu crkvu i hospicij podići samostan.